# Osmia chrysolepta
Osmia chrysolepta là một loài Hymenoptera trong họ Megachilidae. Loài này được Haeseler mô tả khoa học năm 2005.